# Christopher Doll
Christopher Francis Doll (* 10. Februar 1976 in Lindau) ist ein deutscher Filmproduzent und Regisseur.

## Leben
Christopher Doll wurde auf der Lindauer Insel geboren und wuchs in Wasserburg am Bodensee sowie in Reutin auf.
Er besuchte das Bodenseegymnasium und studierte anschließend zunächst Psychologie und Philosophie in München, brach das Studium jedoch zugunsten einer Karriere in der Filmindustrie ab. Nach einem Setpraktikum bei der Claussen & Wöbke Filmproduktion arbeitete er zwei Jahre als Setaufnahmeleitungsassistent und später auch Setaufnahmeleiter.
Ab 2004 trat er bei den Dreharbeiten zu Hans-Christian Schmid Requiem (2006) auch als Regieassistent in Erscheinung.
2014 gründete er gemeinsam mit Lothar Hellinger die Hellinger / Doll Filmproduktion mit Sitz in Berlin. 2016 wurden Doll und Hellinger für ihre Arbeit an Anika Deckers Traumfrauen für den österreichischen Film- und Fernsehpreis Romy in der Kategorie Bester Produzent Kinofilm nominiert. Nachdem er an vielen Filmen als Regieassistent mitgewirkt hatte, kam Anfang Februar 2024 sein Regiedebüt Eine Million Minuten in die deutschen Kinos.
Christopher Doll lebt mit seiner Frau, der Filmemacherin Karoline Herfurth, und ihren zwei gemeinsamen Kindern in Berlin.

## Filmografie
Als Produzent
- 2013: Buddy
- 2015: Traumfrauen
- 2016: SMS für Dich
- 2016: Vier gegen die Bank
- 2017: High Society
- 2018: Beat
- 2019: Das Ende der Wahrheit
- 2019: Sweethearts
- 2022: Wunderschön
- 2022: Einfach mal was Schönes
- 2024: Eine Million Minuten
- 2025: Wunderschöner

Als Regisseur
- 2024: Eine Million Minuten